# Remapping the Human Soul
《Remapping The Human Soul》은 대한민국의 힙합 그룹 에픽하이의 정규 4집 음반으로, 2007년 1월 23일 발매되었다. CD 2장으로 구성되어 있으며, 첫 번째 CD 〈The Brain〉에는 13개의 트랙이, 두 번째 CD 〈The Heart〉에는 14트랙으로 총 27곡이 수록되어 있다. 모든 음반에 히든 트랙으로 〈Fly (Remix)〉가 수록되어 있으며, 〈Fly (Darkness Version)〉는 100장 한정 음반에 포함되어 있다. 에픽하이의 다른 정규 음반들과는 달리 곡들마다 영어 부제가 있다.
타이틀 곡은 〈Fan〉이며, 후속곡은 〈Love Love Love〉이다. 〈Fan〉 뮤직비디오는 성장드라마 반올림에 출연하였던 배우이자 현재 가수 서태지의 배우자이기도 한 이은성의 출연으로 화제가 되기도 했다. 두 곡 모두 큰 인기를 누렸고, 본 앨범은 골든디스크 본상과 연말 가요시상식 힙합분야 및 올해의 음반 부문을 휩쓸었다. 13만 장 이상 팔렸으며, 2007년에 10만장의 판매고를 기록한 음반 3개 중 하나이다.

## 배경
2005년 3집 《Swan Songs》의 성공 이후 4집 음반 작업에 들어간 에픽하이는 김장훈에게 공연을 맡기고 2006년 8월 25일에 열린 《파이트 클럽》 콘서트에서 4집에 실릴 신곡 1곡을 발표하겠다고 밝혔고, 또한 새로운 음반에 30곡의 신곡을 수록한다고 밝혔다. 에픽하이는 인터뷰를 통해 나이나 취향에 관계없이 들을 수 있는 음악과 혼이 담긴 음악을 작업했다고 밝혔다. 이어 에픽하이는 11월 24일에 열린 《에픽하이와 미리하는 크리스마스 파티 vol.2》를 통해 4집 수록 예정곡을 일부 공개하며 4집 신곡을 최초로 공개했다. 에픽하이는 2007년 초 4집 발매 예정 소식과 함께 쥬크온이 발표한 '2007년에 가장 컴백이 기대되는 가수' 1위로 뽑히는 등 음반 발매 전부터 큰 관심을 받았다.
2007년 1월 23일, 에픽하이는 쇼케이스와 함께 2CD에 총 27곡(히든 트랙 제외)이 수록된 《Remapping The Human Soul》을 발매하였다. 에픽하이는 이 음반을 위해서 완성한 곡 47개의 곡 중 27곡만 엄선해 음반에 실었다. 라디오 친한친구를 타블로와 진행하던 조정린의 사회와 다이나믹 듀오, 바비 킴, 넬 등의 참석으로 진행된 쇼케이스에서, 에픽하이는 “데뷔 앨범을 만들었을 때와 같은 기분으로 이번 음반을 준비했다”며 “1집 음반의 제목이 《Map of the Human Soul》이었는데 3년 반 동안 활동하며 배운 것들을 가지고 다시 새로운 모습을 선보이겠다는 의미로 앨범의 타이틀을 《Remapping The Human Soul》로 정했다”고 밝혔다. 쇼케이스에서 진행된 문답에 에픽하이는 전 음반 《Swan Songs》의 "Fly"의 성공으로 부담이 되었다며, "Fly"와 비슷한 곡을 쓰다가 후속곡인 〈Love Love Love〉를 만들게 되었다고 밝혔다. 타이틀 곡 〈Fan〉과 〈혼〉, 〈Love Love Love〉를 부르며 쇼케이스를 성공적으로 끝냈다. 또한 혼성 그룹 코요태의 빽가가 쇼케이스의 사진 기자를 맡아 화제가 되었다.
쇼케이스 이후 엠넷닷컴에서 실시한 설문조사에서 93%의 누리꾼들이 에픽하이의 4집이 성공할 것이라며 큰 기대와 호응을 보였다. 음반 발매 이후 방송 활동을 위해 MBC에서 실시한 방송 심의에서는 〈Mr.Doctor〉, 〈Flow〉, 〈FAQ〉 등 3곡이 욕설로 방송부적격 판정을 받았다.
수록곡들이 음반 발매 직후 음원차트 상위권을 차지했고 음반은 많은 판매고를 올리며 1달 만에 10만장을 돌파했다. 각종 음반, 음원차트 1위와 공중파 음악방송 1위를 휩쓴 에픽하이는 아이돌 그룹 빅뱅과 뮤직뱅크에서 특별 합동 무대를 가지는 등 인기를 구가하였다. 인기를 한창 구가하던 2월 14일에는 수록곡인 "Flow"가 일본의 m-flo 소속사가 발매한 샘플 CD에 수록되었다.
3월 20일에 후속곡 〈Love Love Love〉의 뮤직비디오 티져를 공개하며 곡을 전환해 활동하기 시작한 에픽하이는 이 곡으로 2007년 하반기까지 활동을 이어갔으며, 이 곡은 타이틀 곡인 〈Fan〉의 인기를 이으며 김태희가 모델로 나온 휴대폰 싸이언의 광고 음악으로 쓰여 화제가 되었다.
후속곡 활동까지 성공적으로 활동을 끝마친 에픽하이는 가수 케이윌과 함께 삼성전자의 프로젝트 디지털 싱글인 《Music is My Life》에 참여해 〈Music〉를 발표했다. 이어서 에픽하이의 전국 투어를 치르고 서태지의 15주년 기념 공연에 참여하였다. 에픽하이 활동과는 별개로 타블로는 보아, 시아준수, 진보라와 함께 애니콜의 프로젝트 밴드인 애니밴드에서 멤버 및 작곡가로 합류해 활동했고, 동료 뮤지션 페니(Pe2ny)와 함께 이터널 모닝을 결성해 인스트루멘탈(연주곡) 음반인 《Eternal Morning: Sound Track To A Lost Film》을 발매하였다.

## 작곡
《Remapping The Human Soul》은 전작들과는 달리 무겁고 음침한 분위기에서 트랙을 이끌어간다. DJ 투컷이 프로듀싱을 담당한 1CD The Brain은 정부와 신에 대한 불신("Nocturne", 〈희생양〉), 살인을 저지른 남자의 이야기(〈피해망상 Pt.1〉) 안락사로 유명한 잭 케보키언에 대한 부제가 붙은 곡("Mr.Doctor") 등 대중적으로 다루기 무거운 곡들이 배치되어있고, 타블로가 담당한 2CD The Heart는 버림받은 로봇들의 이야기("Broken Toys"), 타블로와 미쓰라 진의 랩이 겹쳐져 이루어진 자살 암시(〈행복합니다〉), 안티팬들을 겨냥한 신랄한 욕설("FAQ")이 담기는 등 전작 《Swan Songs》에서 나타나지 않았던 암흑적이고 어두운 느낌이 음반 전체를 지배한다. 그러면서 〈Fan〉, 〈Love Love Love〉 등에서 중독성 있는 멜로디로 보여준 팝과의 성공적인 조화는 일반 대중이 듣기에 산뜻한 분위기를 담고 있다.

## 차트 및 성과
2007년 1월 23일에 음반을 발매하자마자 타이틀 곡인 〈Fan〉과 후속곡인 〈Love Love Love〉는 음악 차트 상위권을 기록하였다. 2월 3일에는 타이틀 곡 〈Fan〉이 음반 발매 10일 만에 벅스 차트 1위를 기록하였고, 2월 6일에는 쥬크온 차트 1위를 기록하는 등 각종 음반 판매량과 온라인 음악차트에서 1위를 석권하였다.
《Remapping The Human Soul》는 2007년 1월 음반 판매량 순위 1위를 기록하며 발매한 지 1달 만에 10만 장을 돌파하였다. 《Remapping The Human Soul》의 총 판매량은 약 13만장을 기록했다. 이는 2007년 발매 음반 중에 3위에 해당하는 판매 실적이며, 10만장을 넘긴 세 개의 음반 중 하나로 기록되었다. 타이틀 곡 〈Fan〉은 벅스 차트에서 4주 연속 1위를 기록하였고, 3월 4일에는 인기가요에서 15개월 만에 첫 1위를 차지하였다. 이어 SBS 인기가요에서도 2주 연속으로 1위를 기록하며 큰 인기를 자랑했다. 싸이월드에서는 2월 한 달동안 12만 4천 여건의 다운로드를 기록하며 이 달의 노래에 선정되었다. 3월 16일, 엠카운트다운에서 최초로 3주 연속 1위를 차지하는 기록을 했다.

## 평가
| 전문가 평가 | 전문가 평가 |
| 평가 점수   | 평가 점수   |
| 출처        | 점수        |
| ----------- | ----------- |
| 웨이브      | [ 24 ]      |
| 이즘        | [ 35 ]      |

《Remapping The Human Soul》은 근 몇 년동안의 힙합 음반 중 가장 중요한 음반 중 하나로 손꼽힌다. 전작들에 비해 굉장히 진일보 했으며 주류음악 시장에서 보기 힘든 웰메이드(Well-made) 음반으로 평가받는데, 많은 평론가들은 에픽하이가 발매한 음반 중에서 최고 음반으로 뽑곤 한다. 특히 음반 시장의 불황으로 타가수들이 디지털 싱글을 많이 내놓았던 2007년에 27곡을 2CD에 담아 발매하였고, 판매고 13만여장을 기록하며 2007년 전체 음반 판매량 3위에 올라 파괴력을 과시하였다. 2007년 가요계 최고의 음반 중 하나로 평가받는 이 음반은 강한 비트와 랩으로 대표되던 힙합에서 팝 장르와의 크로스오버를 시도했던 에픽하이가 뛰어난 멜로디 창작 감각과 랩의 조화로 〈Fan〉, 〈Love Love Love〉 등의 히트곡을 쏟아내며 가장 이상적으로 팝 장르와의 조화를 이룬 힙합 그룹으로 평가받는데 결정적인 역할을 했다. 그러한 호평 속에서 이 음반은 2000년대 힙합 음반 중에서 가장 중요한 음반 중 하나로 꼽힌다. 금년의 최고의 음반, 아티스트 등을 뽑는 "2007 힙합플레이야 어워즈"에서 올해의 아티스트, 올해의 앨범상을 수상하였다. 특히 2007 힙합플레이야 올해의 음반 부문에서는 23.2%의 득표율로 12.2% 득표에 그친 2위 드렁큰 타이거의 7집 《Sky is The Limit》를 11% 차이로 꺾으며 인기를 자랑했고 올해의 아티스트 부문에서는 17.6%의 득표율로 15.4%의 득표율을 보인 2위 버벌 진트에 앞섰다.

### 수상
이 음반으로 에픽하이는 전문가들이 뽑은 2007년 상반기 최고의 가수 2위로 선정되었다. 대한항공이 전문가들의 조언을 바탕으로 선정하는 "올 히트 브랜드"에서 음반 부문 히트 브랜드로 선정되었다. 2007년 MKMF 시상식에서 올해의 음반상(《Remapping The Human Soul》), 힙합 음악상(〈Fan〉)을 수상하였고 골든디스크와 서울가요대상에선 본상을, 제4회 한국대중음악상에서는 이적과 함께 최다 부문인 6개 부문에 후보(올해의 음악인, 올해의 음반, 올해의 노래, 최우수 힙합 노래, 최우수 힙합 음반, 네티즌이 뽑은 올해의 음악인)로 올라 최우수 힙합 음반상을 수상하였다. 한국 블랙 뮤직 사이트인 힙합플레이야에서는 이 음반을 2007년 올해의 앨범으로 선정함과 동시에 에픽하이를 올해의 아티스트로 선정하였다.

## 《Black Map》
《Black Map》은 《Remapping The Human Soul》의 한정판 앨범으로, 100장 한정으로 발매되었다. 사인이 되어있는 정품 인증서가 동봉되어있다. 투명한 바탕에 규칙적인 무늬로 되어있는 일반 CD와는 달리 회색 배경에 흰색의 화려한 문양이 새겨져 있다. 한정판에는 3집 《Swan Songs》 수록곡 "Fly"의 리믹스인 〈Fly (Darkness Version)〉이 수록되어있다.

## 수록곡
| #             | 제목                                                       | 작곡          | 부제                                         | 재생 시간 |
| ------------- | ---------------------------------------------------------- | ------------- | -------------------------------------------- | --------- |
| 1.            | The End Times (Opening)                                    | DJ 투컷       |                                              | 1:45      |
| 2.            | 白夜                                                       | DJ 투컷       | stephen and bloom                            | 5:16      |
| 3.            | 알고보니 (feat. 진보)                                      | DJ 투컷       | it's a special kind of fall, a horrible kind | 4:10      |
| 4.            | 실어증 (feat. Paloalto)                                    | 페니          | here we are now, entertainers                | 4:41      |
| 5.            | Mr. Doctor (feat. Yankie)                                  | 얀키          | your own personal Kevorkian                  | 3:58      |
| 6.            | Runaway (Mithra's Word)                                    | 미쓰라 진     | do not drink the kool-aid                    | 4:05      |
| 7.            | Exile (Halftime)                                           | 페니          |                                              | 3:09      |
| 8.            | Still Life (feat. Jinbo, The Quiett, Kebee, TBNY, MC Meta) | DJ 투컷       | young hamlets + ophelias, deconstruct!       | 5:39      |
| 9.            | 피해망상 pt. 1 (feat. Junggigo)                            | DJ 투컷       | but a dream within a dream                   | 4:34      |
| 10.           | 희생양 (feat. Sweet Sorrow)                                | DJ 투컷       | "I want to live!"                            | 4:33      |
| 11.           | Nocturne (Tablo's Word)                                    | DJ 투컷       | 2 Corinthians 11:14                          | 4:48      |
| 12.           | 혼                                                         | 김범종        | 731                                          | 4:25      |
| 13.           | In Peace (Closing)                                         | DJ 투컷       |                                              | 1:25      |
| 총 재생 시간: | 총 재생 시간:                                              | 총 재생 시간: | 총 재생 시간:                                | 52:28     |

| #             | 제목                                  | 작곡          | 부제                               | 재생 시간 |
| ------------- | ------------------------------------- | ------------- | ---------------------------------- | --------- |
| 1.            | Slave Song (Overture)                 | 타블로        |                                    | 1:38      |
| 2.            | Flow (feat. Emi Hinouchi)             | 타블로        | special security prisoner Eller    | 3:33      |
| 3.            | love/crime (Fan Prelude)              | 타블로        |                                    | 0:23      |
| 4.            | Fan                                   | 타블로        | John 20:29                         | 3:44      |
| 5.            | 거미줄 (feat. Itta)                   | 타블로        | I'm flesh and blood, but not human | 4:41      |
| 6.            | 선곡표 (feat. DJ Zio)                 | DJ Zio        | last night a dj saved my life      | 3:34      |
| 7.            | 중독 (feat. Wanted)                   | 페니          | aphrodisiac of the self            | 4:20      |
| 8.            | Underground Railroad (Intermission)   | 페니          |                                    | 3:22      |
| 9.            | FAQ                                   | 타블로        | retirement from you                | 2:36      |
| 10.           | Love Love Love (feat. 융진 of Casker) | 타블로        | broadband broadway                 | 3:51      |
| 11.           | Girl Rock (feat. Jiae)                | 타블로        | humbert humbert                    | 3:22      |
| 12.           | Broken Toys (feat. Infinite Flow)     | 타블로        | mother, lover, artist, soldier     | 4:05      |
| 13.           | 행복합니다 (Feat. JW of Nell)         | 타블로        | loman holiday                      | 3:35      |
| 14.           | Public Execution (Finale)             | 타블로        |                                    | 0:51      |
| 총 재생 시간: | 총 재생 시간:                         | 총 재생 시간: | 총 재생 시간:                      | 43:35     |

| #  | 제목                                  | 재생 시간 |
| -- | ------------------------------------- | --------- |
| 1. | Fly (Remix) (Hidden Track)            | 5:39      |
| 2. | Fly (Darkness Version) (Hidden Track) |           |